# Чагода
Чагода (рус. Чагода), у доњем делу тока позната и као Чагодошча (рус. Чагодоща) река је на северозападу европског дела Руске Федерације која протиче преко територија Лењинградске и Вологодске области. Лева је притока реке Мологе и део басена реке Волге, односно Каспијског језера. Део је Тихвинског водосистема којим је река Волга повезана са Балтичким морем.
Река Чагода свој ток започиње као отока Шипковског језера на југоистоку Лењинградске области, на подручју Тихвинске греде (микроцелина Валдајског побрђа) и у највећем делу свог тока тече у смеру истока. Ширина реке у горњем делу тока је до 20 метара, а потом идући низводно постепено расте и до преко 100 метара. Сужења корита су једино приметна на подручју где се налазе брзаци. Готово целом дужином тока њене обале су обрасле шумама и местимично су доста стрме. Пловна је за мања пловила искључиво у време високог водостаја.
Укупна дужина водотока је 242 километра, површина сливног подручја око 9.680 км², док је просечан проток у средњем делу тока око 58 м³/с. Под ледом је од краја новембра и почетка децембра па до краја априла и почетка маја. Карактерише је нивални режим храњења, а максималан водостај је у пролеће када долази до топљења снежног покривача.
Најважније притоке су Пес и Лид. На њеним обалама лежи варошица Чагода.